# Petersberg (Saalekreis)

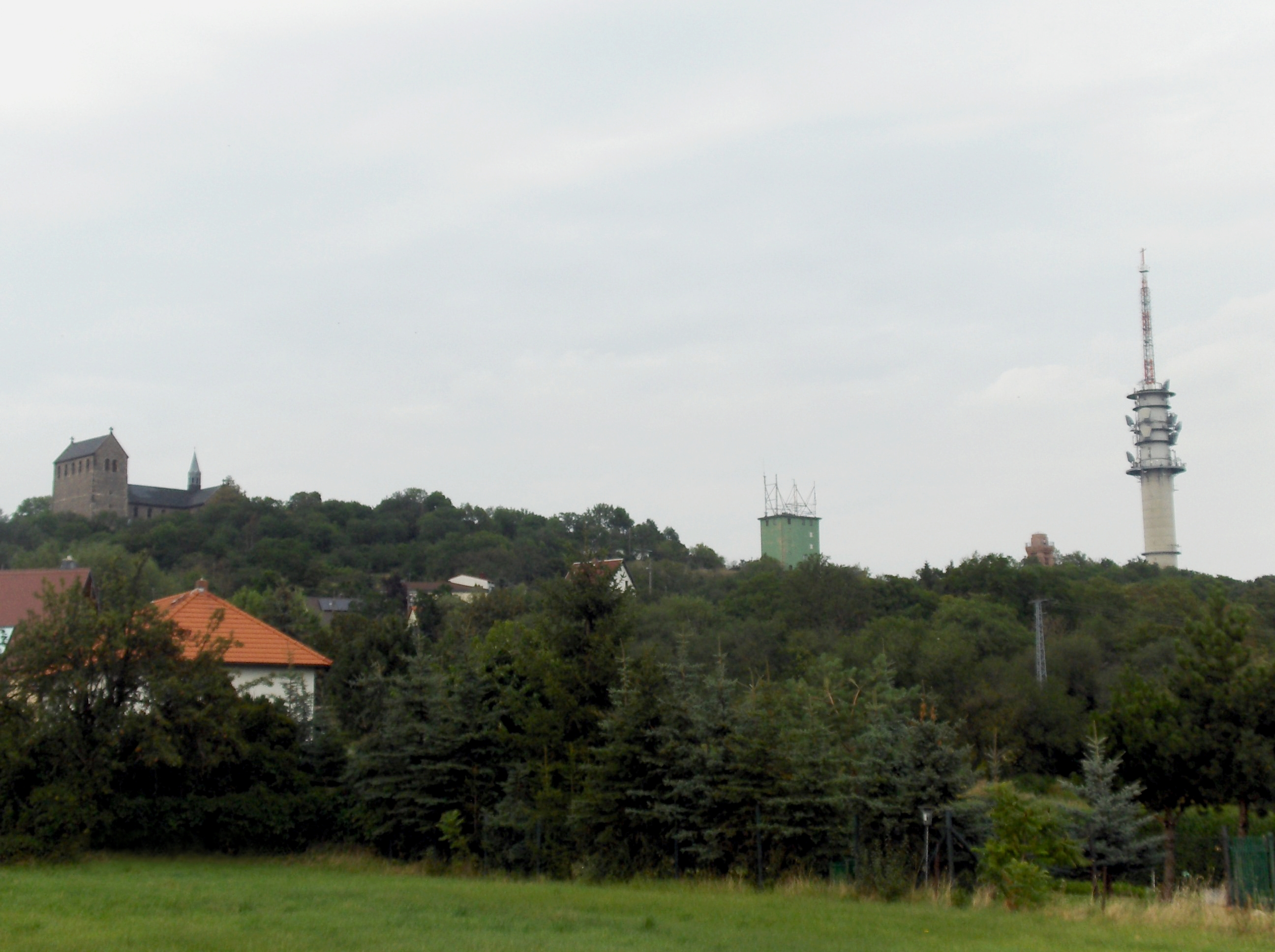
Der Petersberg mit Kirche, Sendeturm, Bismarckturm und Fernsehturm aus südwestlicher Richtung

Petersberg ist eine Einheitsgemeinde im Saalekreis in Sachsen-Anhalt.

## Geografie
Die Gemeinde Petersberg erstreckt sich von der Saale nördlich von Halle (Saale) über den markanten Petersberg bis zur Fuhneaue.

### Gemeindegliederung
Zur Einheitsgemeinde Petersberg gehören die Ortschaften:
| Ortschaft                                | Einwohner | Die Ortschaften von Petersberg (anklickbare Karte) |
| ---------------------------------------- | --------- | -------------------------------------------------- |
| Brachstedt (mit Hohen und Wurp)          | 911       | Die Ortschaften von Petersberg (anklickbare Karte) |
| Gutenberg                                | 1244      | Die Ortschaften von Petersberg (anklickbare Karte) |
| Krosigk (mit Kaltenmark)                 | 845       | Die Ortschaften von Petersberg (anklickbare Karte) |
| Kütten (mit Drobitz)                     | 432       | Die Ortschaften von Petersberg (anklickbare Karte) |
| Morl (mit Alaune, Beidersee und Möderau) | 934       | Die Ortschaften von Petersberg (anklickbare Karte) |
| Nehlitz                                  | 402       | Die Ortschaften von Petersberg (anklickbare Karte) |
| Ostrau (mit Mösthinsdorf und Werderthau) | 1543      | Die Ortschaften von Petersberg (anklickbare Karte) |
| Petersberg (mit Drehlitz und Frößnitz)   | 659       | Die Ortschaften von Petersberg (anklickbare Karte) |
| Sennewitz (mit Grube Ferdinande)         | 1718      | Die Ortschaften von Petersberg (anklickbare Karte) |
| Teicha                                   | 1446      | Die Ortschaften von Petersberg (anklickbare Karte) |
| Wallwitz (mit Ortsteilen a)              | 1139      | Die Ortschaften von Petersberg (anklickbare Karte) |

## Geschichte
Bis zur Bildung der Einheitsgemeinde Petersberg am 1. Januar 2010 gab es eine kleine Gemeinde Petersberg mit 685 Einwohnern (2008), die Mitglied der Verwaltungsgemeinschaft Götschetal-Petersberg war. Die Verwaltungsgemeinschaft löste sich ebenfalls zum 1. Januar 2010 auf.

### Eingemeindungen

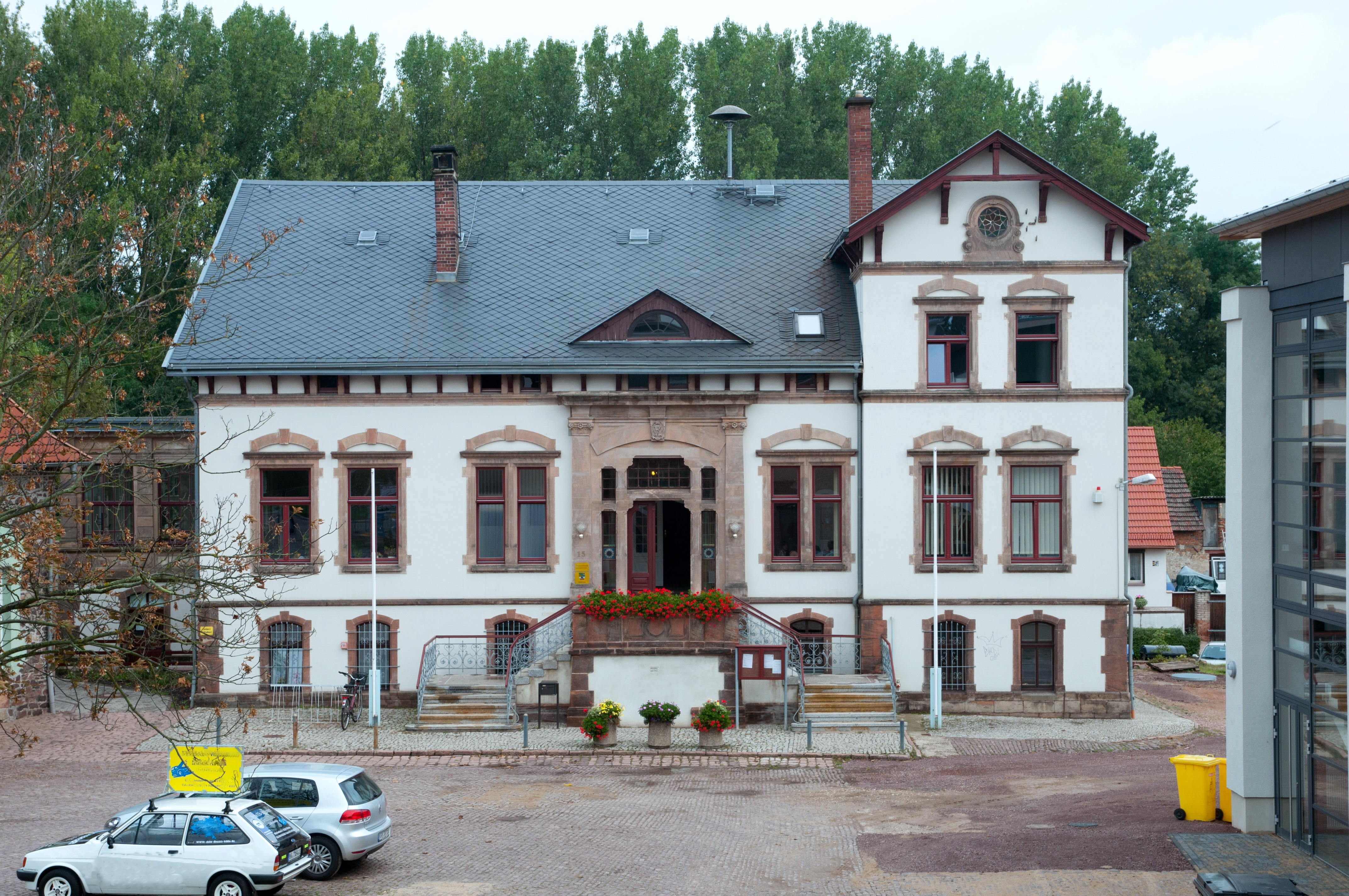
Gemeindeverwaltung in Wallwitz

Eingemeindungen auf dem Gebiet der heutigen Gemeinde Petersberg fanden in den Jahren 1938, 1950, 2005, 2006 und 2010 statt.
| Ehemalige Gemeinde | Datum      | Anmerkung                     |
| ------------------ | ---------- | ----------------------------- |
| Beidersee          | 01.07.1950 | Eingemeindung nach Morl       |
| Brachstedt         | 01.01.2010 | Eingemeindung nach Petersberg |
| Dachritz           | 01.10.1938 | Eingemeindung nach Wallwitz   |
| Drehlitz           | 01.07.1950 | Eingemeindung nach Petersberg |
| Drobitz            | 01.07.1950 | Eingemeindung nach Kütten     |
| Frößnitz           | 01.04.1938 | Eingemeindung nach Petersberg |
| Götschetal         | 01.01.2010 | Eingemeindung nach Petersberg |
| Gutenberg          | 01.07.2006 | Eingemeindung nach Götschetal |
| Hohen              | 01.04.1938 | Eingemeindung nach Brachstedt |
| Kaltenmark         | 01.07.1950 | Eingemeindung nach Krosigk    |
| Krosigk            | 01.01.2010 | Eingemeindung nach Petersberg |
| Kütten             | 01.01.2010 | Eingemeindung nach Petersberg |
| Merkewitz          | 01.10.1938 | Eingemeindung nach Wallwitz   |
| Möderau            | 01.07.1950 | Eingemeindung nach Morl       |
| Morl               | 01.01.2010 | Eingemeindung nach Petersberg |
| Mösthinsdorf       | 01.01.2005 | Eingemeindung nach Ostrau     |
| Nehlitz            | 01.07.2006 | Eingemeindung nach Götschetal |
| Ostrau             | 01.01.2010 | Eingemeindung nach Petersberg |
| Sennewitz          | 01.07.2006 | Eingemeindung nach Götschetal |
| Sylbitz            | 01.10.1938 | Eingemeindung nach Wallwitz   |
| Teicha             | 01.07.2006 | Eingemeindung nach Götschetal |
| Trebitz            | 01.10.1938 | Eingemeindung nach Wallwitz   |
| Wallwitz           | 01.07.2006 | Eingemeindung nach Götschetal |
| Werderthau         | 01.07.1950 | Eingemeindung nach Ostrau     |
| Westewitz          | 01.10.1938 | Eingemeindung nach Wallwitz   |
| Wurp               | 01.04.1938 | Eingemeindung nach Brachstedt |

## Bevölkerung
| Jahr | Einwohner |
| ---- | --------- |
| 2010 | 10.384    |
| 2015 | 09.677    |
| 2020 | 09.438    |

| Jahr | Einwohner |
| ---- | --------- |
| 2021 | 9.332     |
| 2022 | 9.451     |
| 2023 | 9.355     |
| 2024 | 9.329     |

Stand: 31. Dezember des jeweiligen Jahres (Angaben des Statistischen Landesamtes Sachsen-Anhalt), ab 2011 auf Basis des Zensus 2011, ab 2022 auf Basis des Zensus 2022

## Politik

### Gemeinderat
Der Gemeinderat von Petersberg besteht aus 20 Mitgliedern und dem Bürgermeister. Die Kommunalwahl am 9. Juni 2024 führte bei einer Wahlbeteiligung von 73,4 % zu folgendem Ergebnis:
| Partei / Wählergruppe                  | Stimmenanteil 2019 | Sitze 2019 |        | Stimmenanteil 2024 | Sitze 2024 |
| -------------------------------------- | ------------------ | ---------- | ------ | ------------------ | ---------- |
| CDU                                    | 17,8 %             | 4          | 27,5 % | 6                  |            |
| AfD                                    | 12,7 %             | 2          | 24,3 % | 5                  |            |
| Freie Wählergemeinschaft Götschetal    | 26,1 %             | 5          | 21,4 % | 4                  |            |
| Bürger für Petersberg                  | 06,7 %             | 1          | 07,6 % | 2                  |            |
| Zukunft Ostrau/Mösthinsdorf/Werderthau | 08,0 %             | 2          | 06,1 % | 1                  |            |
| SPD                                    | 05,5 %             | 1          | 03,6 % | 1                  |            |
| Pro Krosigk-Kaltenmark                 | 04,3 %             | 1          | 03,5 % | 1                  |            |
| Die Linke                              | 09,2 %             | 2          | 02,4 % | –                  |            |
| Bündnis 90/Die Grünen                  | 04,2 %             | 1          | 02,4 % | –                  |            |
| FDP                                    | –                  | –          | 01,1 % | –                  |            |
| Freie Wählerliste Brachstedt           | 04,5 %             | 1          | –      | –                  |            |
| Einzelbewerber Heiko Rebsch            | 01,0 %             | –          | –      | –                  |            |
| Insgesamt                              | 100 %              | 20         | 100 %  | 20                 |            |

### Bürgermeister
- 2010–2020: Ulli Leipnitz
- seit 2020: Ronny Krimm

Leipnitz wurde am 25. April 2010 zum ersten Bürgermeister der Einheitsgemeinde gewählt. Am 12. März 2017 wurde er mit 90,4 % der gültigen Stimmen wiedergewählt. Er schied krankheitsbedingt zum 1. Juli 2020 aus seinem Amt aus.
Krimm wurde in der Bürgermeisterstichwahl am 18. Oktober 2020 mit 61,9 % der gültigen Stimmen zu seinem Nachfolger gewählt. Seine Amtszeit beträgt sieben Jahre.

### Wappen
Das Wappen wurde vom Kommunalheraldiker Jörg Mantzsch gestaltet und am 4. März 2011 durch den Landkreis genehmigt.
| Wappen von Petersberg | Blasonierung: „In mit elf silbernen Sternen bestreuten blauem Schild ein golden bedachtes und bekreuztes silbernes Kirchenschiff mit schwarzen Bogenfenstern auf gewölbtem goldenem Schildfuß, dieser belegt mit einem rot bewehrten, dreizehigen, steigenden schwarzen Löwen mit ausgeschlagener Zunge.“                                 |
| Wappen von Petersberg | Wappenbegründung: Anknüpfend an den Namen der neuen Gemeinde führt das Wappen als Symbole das Schiff der Stiftskirche St. Petrus auf einem gewölbten Schildfuß (Berg), der belegt ist mit dem Wappenzeichen der Wettiner, dem steigenden schwarzen Löwen. Die 11 Sterne im Schild symbolisieren die sich zusammengeschlossenen Gemeinden. |

Die Farben der Gemeinde sind: Weiß-Blau.

### Flagge
Die Flagge ist blau-weiß-blau (1:4:1) gestreift (Querform: Streifen waagerecht verlaufend, Längsform: Steifen senkrecht verlaufend) und mittig mit dem Gemeindewappen belegt.

## Sehenswürdigkeiten

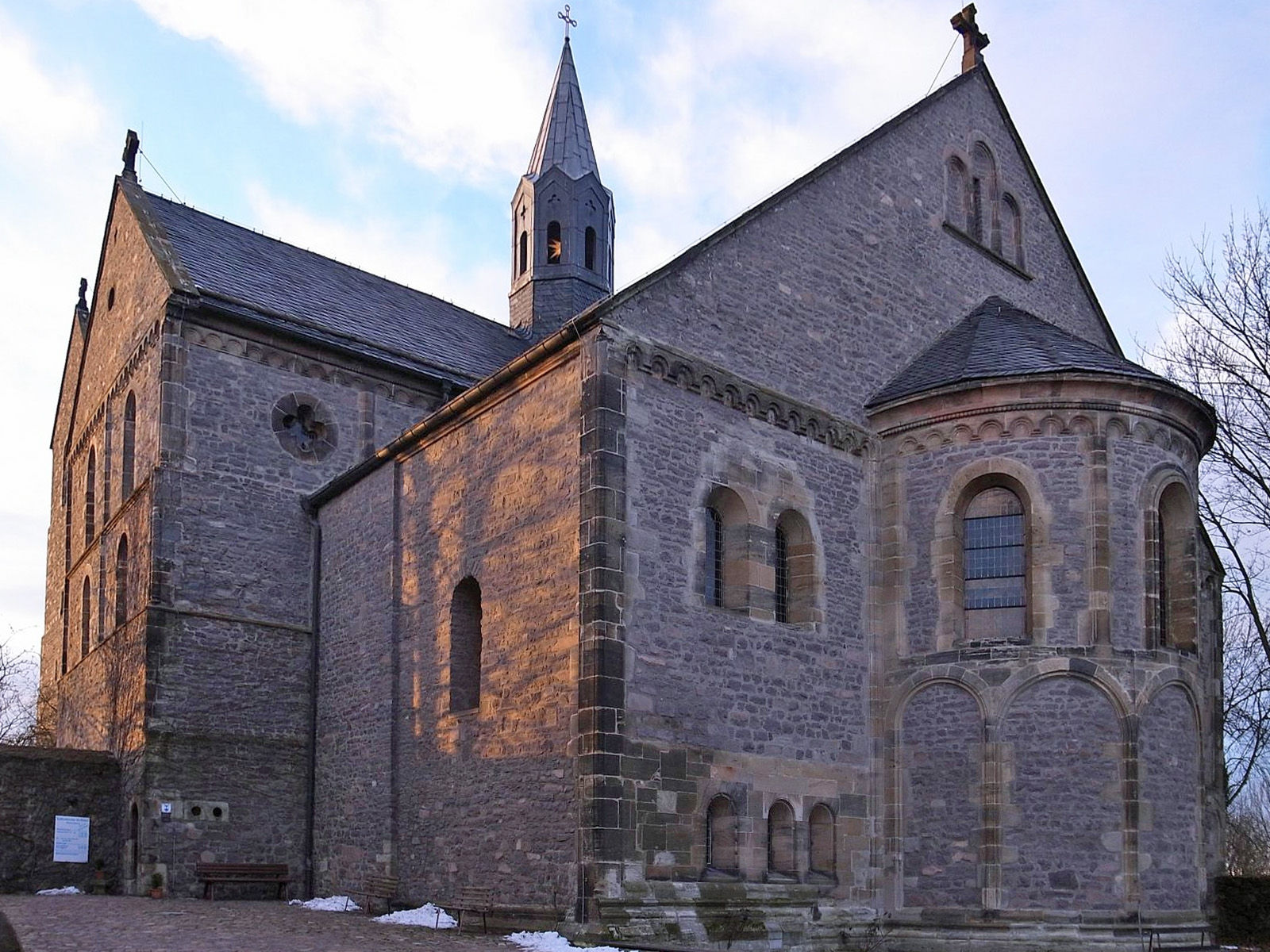
Stiftskirche St. Petrus

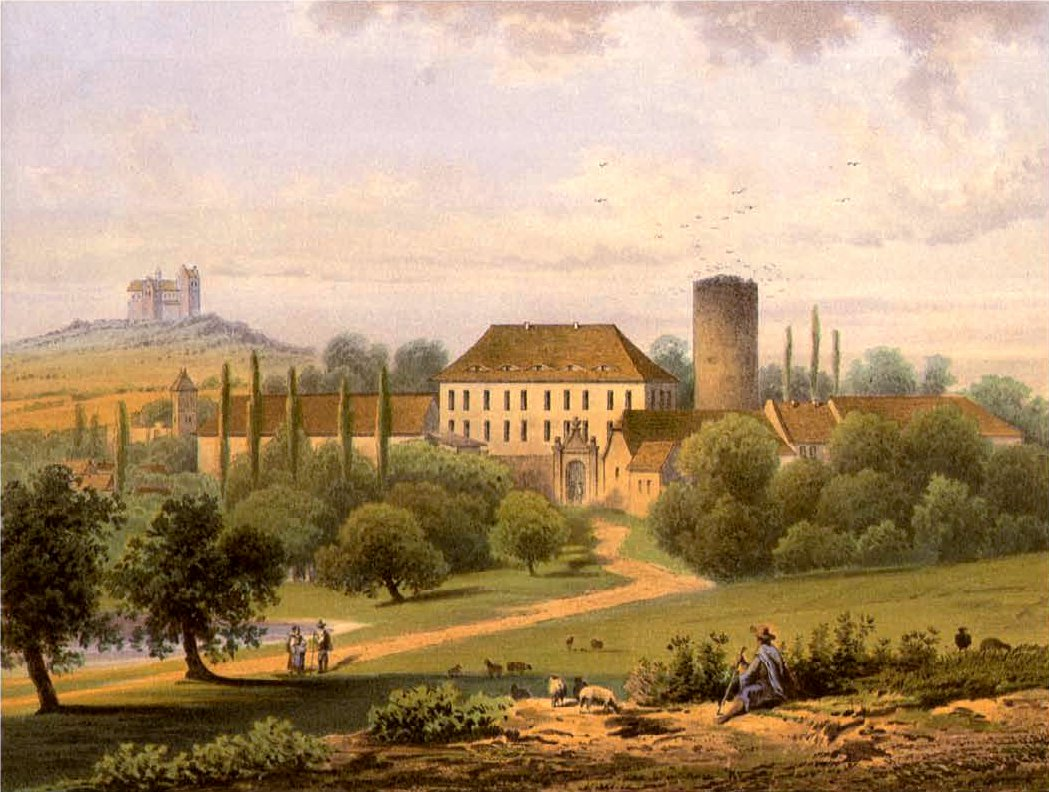
Burg Krosigk um 1860

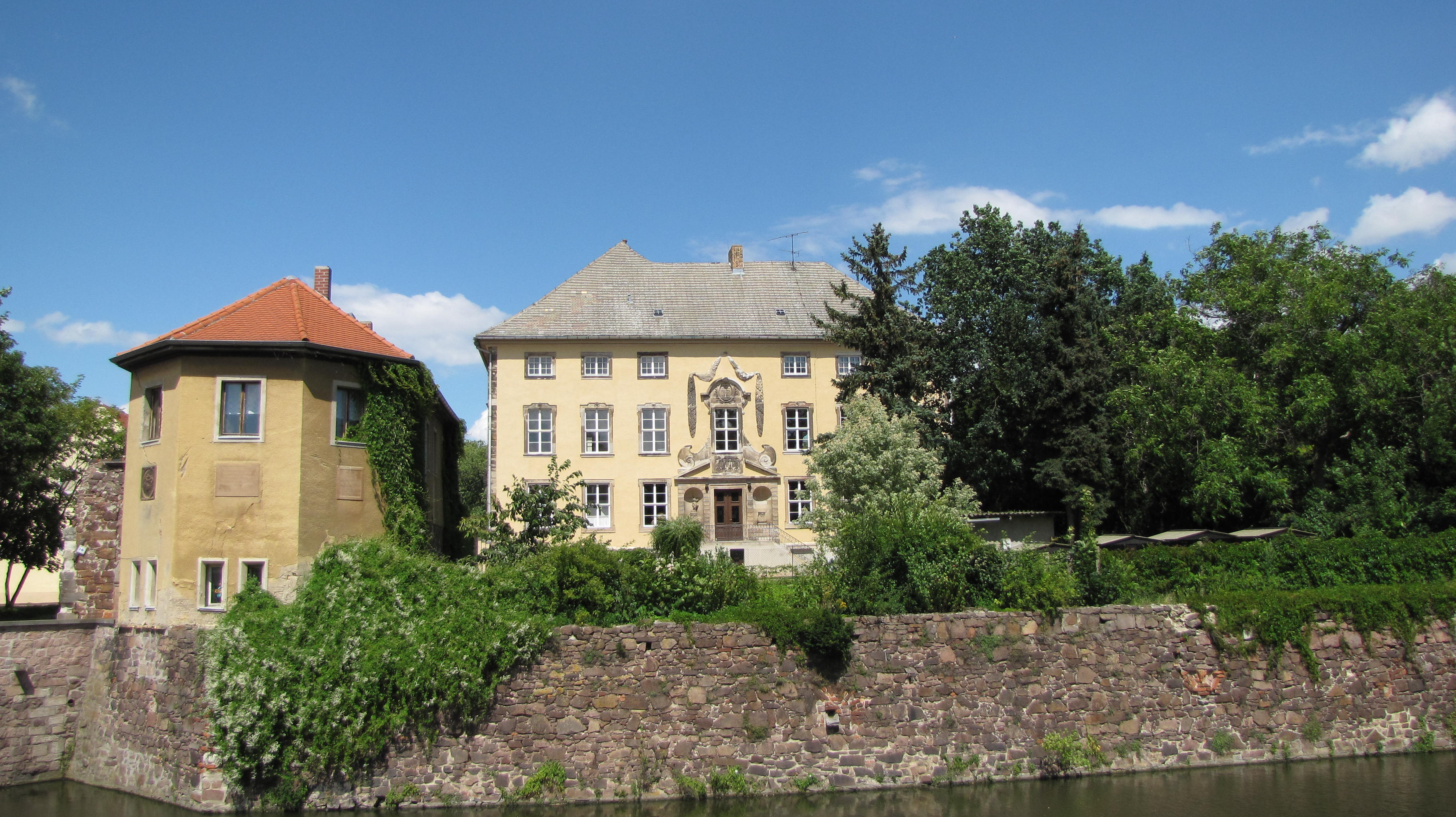
Barockschloss Ostrau

Die Kulturdenkmale der Gemeinde sind in der Liste der Kulturdenkmale in Petersberg (Saalekreis) aufgeführt, die Bodendenkmale in der Liste der Bodendenkmale in Petersberg (Saalekreis).

### Kirchen
- Romanische Chorturmkirche in Sylbitz (Wallwitz)
- Romanische Kirche im Ortsteil Gutenberg
- Romanische Dorfkirche Krosigk im Ortsteil Krosigk
- Kirche (12. Jahrhundert) mit Orgel im Ortsteil Mösthinsdorf
- Stiftskirche St. Petrus im Ortsteil Petersberg, Station der Straße der Romanik
- Kirche St. Mauritius (um 1100) im Ortsteil Teicha
- St.-Michael-Kirche Brachstedt
- Kirche St. Georg in Morl, 13. Jahrhundert

### Burgen und Schlösser
- Burg Krosigk
- Barockschloss im Ortsteil Ostrau

### Museen
- Das Museum Petersberg zeigt die Geschichte des Saalkreises und ist bekannt durch zahlreiche Sonderausstellungen.
- In Krosigk gibt es eine Heimatstube.

### Tierpark
- Tierpark Petersberg

### Mühle
- Wind- und Wassermühle im Ortsteil Krosigk

### Felsklettern
Der Goethe- und der Krosigker Bruch sind vom Deutschen Alpenverein registrierte Steinbrüche.

## Wirtschaft und Infrastruktur

### Telekommunikation
Auf dem Petersberg befinden sich der Fernmeldeturm Petersberg sowie ein Fernmeldehochhaus.

## Söhne und Töchter der Gemeinde
- Otto Tornau (1886–1982), Pflanzenbauwissenschaftler, geboren in Beidersee
- Horst Falke (1909–1994), Geologe und Hochschullehrer, geboren in Trebitz
- Herbert Bohne (* 1932), Generalmajor der Luftstreitkräfte der Nationalen Volksarmee der DDR, geboren in Wallwitz